# Sodio metilparaben
Il sodio metilparaben è il sale di sodio di un fenolo, nonché un estere.
A temperatura ambiente si presenta come un solido bianco quasi inodore. È un composto irritante.
Trova impiego come conservante alimentare, identificato dal numero E219 e come additivo conservante e antimicrobico nei farmaci.